# Martiros Sergeevič Sar'jan
Martiros Sergeevič Sar'jan (in armeno Մարտիրոս Սարյան?, Martiros Saryan, in russo Мартирос Сергеевич Сарьян?; Naxçıvan sul Don, 28 febbraio 1880 – Erevan, 5 maggio 1972) è stato un pittore sovietico di etnia armena.

## Biografia
Sar'jan studiò alla Scuola di pittura, scultura e architettura di Mosca dal 1897 al 1903 e frequentò gli studi di Valentin Serov e Konstantin Korovin. Fece parte del gruppo dei simbolisti di Mosca rappresentati da Pavel Varfolomeevič Kuznecov, con i quali partecipò alla mostra della Rosa scarlatta (Alaja roza) di Saratov (1904) e a quella della Rosa azzurra (Golubaja roza) di Mosca (1907). Le opere risalenti a questo periodo hanno come tema il mondo fantastico, a volte basato su racconti popolari. Questi dipinti sono caratterizzati da colori più vivaci e da schemi ritmici più forti di quelli tipici degli altri simbolisti.
A partire dal 1910 Sar'jan viaggiò in Medio Oriente e ne dipinse i paesaggi su tele in larga scala, ispirato da Matisse. Di grande interesse sono anche i suoi dipinti basati su motivi persiani.
Nel 1921 divenne direttore della Galleria nazionale d'Armenia a Erevan. Nel 1967 la sua casa a Erevan divenne un museo.

## Opere
Seguono alcuni dipinti di Sar'jan:

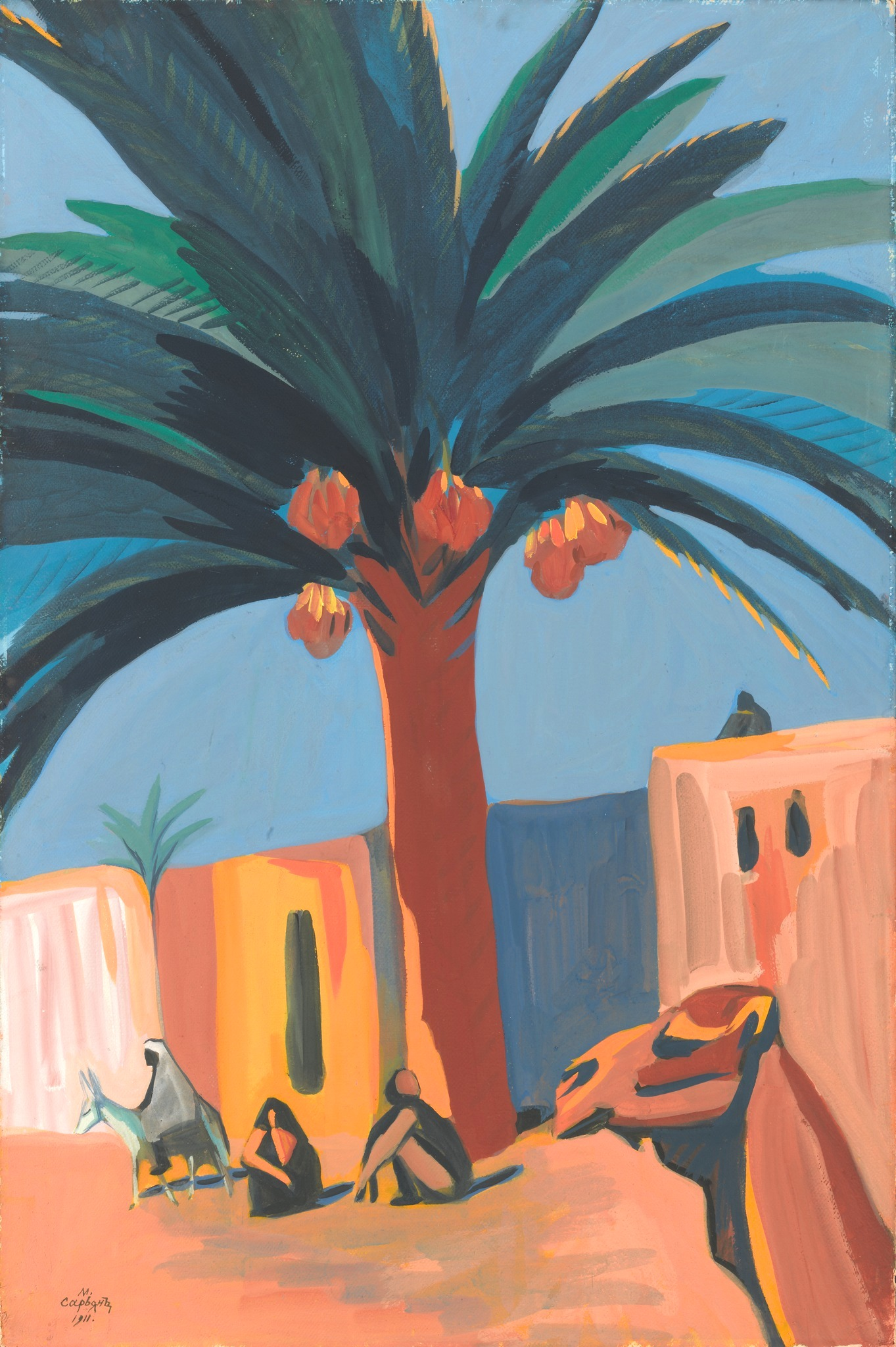
Palma da dattero. Egitto (1911, Mosca, Galleria Tret'jakov)

- Presso l'albero di melograno (1907, Mosca, Galleria Tret'jakov)
- Pantere (1907, Erevan, Galleria nazionale d'Armenia)
- Paesaggio colorato (1924, San Pietroburgo, Museo russo)
- Strada. Mezzogiorno. Costantinopoli (1910, Mosca, Galleria Tret'jakov)
- Palma da dattero. Egitto (1911, Mosca, Galleria Tret'jakov)
- Armenia (1923, Erevan, Galleria nazionale d'Armenia)